# Train à vapeur des Cévennes
Le train à vapeur des Cévennes est un train touristique qui circule entre Anduze et Saint-Jean-du-Gard, dans les Cévennes.

## Description
Le train touristique dessert habituellement trois gares : Anduze, Saint-Jean-du-Gard, Bambouseraie de Prafrance, et une quatrième, Thoiras, seulement dans les occasions les plus importantes (Nuits du conte, ou Jubilé des 20 ans du train).
Le trajet permet d’admirer la réunion des trois Gardons, d’observer un vieux moulin, tout cela dans l’ambiance végétale cévenole. Le train croise également des troupeaux de chèvres, qui sont à l’origine du fameux pélardon local.

## Histoire

### Ligne Anduze - Saint-Jean-du-Gard

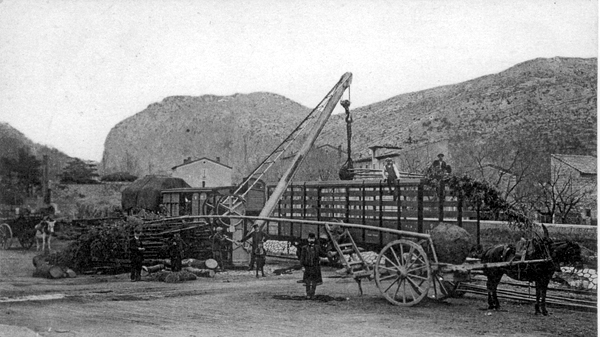
Chargement de bambous à la gare d'Anduze en 1905.

En 1879, la ligne gardoise est un projet de la Compagnie des chemins de fer de Paris à Lyon et à la Méditerranée (PLM) qui ouvre en 1881 la ligne de Lézan à Saint-Jean-du-Gard reliant Alès à Saint-Jean-du-Gard , mais il faut toute la conviction de René Boudon, banquier et filateur, puis maire et conseiller général pour que le projet se transforme en réalité. La déclaration d’utilité publique intervient en 1897, et le tracé définitif en 1903. Il faut attendre encore deux ans, 1905, pour le début des travaux.
Les 13,2 kilomètres de voies prévues, imposent un important chantier du fait d’une topographie au relief accidenté. Il faut construire de nombreux ouvrages d’art et de multiples petits ouvrages hydrauliques ainsi que des kilomètres de murs de soutènement auxquels il faut ajouter aussi les bâtiments, le ballast, les traverses, les rails ainsi que des kilomètres de clôtures. Lorsqu’il se termine, le chantier a coûté environ 200 millions d'euros[réf. souhaitée].
La ligne mesure exactement 14 kilomètres 432 mètres et 76 centimètres. Elle dispose de trois gares : Anduze, Thoiras et Saint-Jean-du-Gard, une station : Généragues, et deux haltes : Corbès et Massiès, cinq maisons de garde-barrière et quinze passages à niveau. Les ouvrages d’art sont imposants, ils comportent un pont métallique et neuf viaducs pour un total de 54 arches, 3 tunnels et 3 galeries voûtées.
La ligne est inaugurée le 26 mai 1909 par René Boudon. Elle est exploitée en trafic voyageurs et marchandises notamment pour les soieries du Gard. La guerre 1939-1945 provoque la diminution du trafic voyageurs et cette activité cesse en 1940. Les années 1950 voient un retour du fret, pour le train vapeur, avec un trafic dû à l’exploitation du bois, mais l’activité décline et le 31 juillet 1971 la SNCF interrompt l’exploitation de la ligne. Le déclassement et l’enlèvement des rails sont envisagés.

### Création de la CITEV
La CITEV (Compagnie internationale des trains express à vapeur) est la compagnie qui exploite le train à vapeur des Cévennes.
Créée à Strasbourg en 1979 autour de Benoît Zielinger, la CITEV était, à l’origine, une association de droit local alsacien-mosellan née de la volonté de faire circuler occasionnellement des trains historiques à vapeur privés tractés par la 140 C 27 sur les lignes de la SNCF et de faire de la figuration cinématographique.
Ces passionnés sauvent la ligne des Cévennes et créent l’association « Train à vapeur des Cévennes », le projet de train touristique devient réalité le 3 juin 1982. L'exploitation est un succès, le train transporte environ 30 000 voyageurs chaque saison, mais les membres se séparent et mettent fin à leur association en 1985. Le 1er mai 1986, elle a repris l’exploitation de la ligne touristique du train à vapeur des Cévennes. L'association a été transformée en société (SAS) en 1987.
En dehors du train touristique, la CITEV emploie en 2017 dix-neuf salariés à plein temps et propose des services de réparation et de restauration de locomotives à vapeur.

## Patrimoine ferroviaire
Les listes suivantes ne sont pas exhaustives et devront être complétées ou actualisées au fil du temps (dernière actualisation en janvier 2024) :

### Locomotives à vapeur
| Matricule                       | Constructeur et date                           | État actuel    | Origine et informations techniques | Photo |
| ------------------------------- | ---------------------------------------------- | -------------- | --- | ----- |
| 140 C 27 et son tender 34 X 131 | North-British locomotive company limited, 1917 | Opérationnelle | - Histoire : La 140C 27 a été construite pour la traction de trains d’artillerie lourde durant la Première Guerre mondiale. Elle fait partie du parc de la SNCF jusqu’à son rachat, en 1974, par Benoît Zielinger. Restaurée à partir de février 2008 par les ateliers MaLoWa Bahnwerkstatt GmbH de Benndorf en ex-Allemagne de l’est et en Pologne, elle est revenue sur le train à vapeur des Cévennes le 28 juin 2011. - Agréée à circuler sur le réseau SNCF, la locomotive est désormais exploitée par le "GADEFT" et basée en service au dépôt SNCF de Nîmes. - 00,00 m, 67 t (00 t en ordre de marche), vitesse maximum : 80 km/h (1400 ch). - Timbre chaudière : 14 kg/cm2. - Capacité de la soute à charbon : 11 t. - Capacité de la soute à eau : 34 000 L (34 m3). - Classé MH (1987). |       |
| Krupp 040T no 1751              | Krupp AG, 1937                                 | Opérationnelle | - Histoire : Elle tractait des trains de charbon en Allemagne jusqu’à la fin de sa carrière industrielle. Elle est achetée par la CITEV en 1991, et entre en service sur la ligne, du train touristique, en 1999 après environ 20 000 heures de restauration réparties sur cinq ans de travail. - 00,00 m, 54 t (70 t en ordre de marche), vitesse maximum : 50 km/h (1000 ch). - Timbre chaudière : 15 kg/cm2. - Capacité de la soute à charbon : 2,5 t. - Capacité de la soute à eau : 8 000 L (8 m3). |       |
| Henschel D600 040T no 25724     | Henschel & Sohn, 1945                          | Opérationnelle | - Histoire : Elle effectue sa carrière à la traction de trains d’usine en Allemagne. Elle est achetée par la CITEV en 2006. Sa restauration, s’effectue à Benndorf aux Ateliers de Malowa, elle a nécessité le remplacement de la chaudière par une neuve fabriqué à Pila en Pologne, avant le début de sa carrière touristique en 2009. - 00,00 m, 52 t, vitesse maximum : 40 km/h (800 ch). - Timbre chaudière : 12 kg/cm2. - Capacité de la soute à charbon : 2 t. - Capacité de la soute à eau : 5 000 L (5 m3). |       |
| SACM 030T no 8158               | SACM (Graffenstaden en Alsace), 1953           | Opérationnelle | - Histoire : Elle effectue sa carrière, avec le no 2, aux Houillères du bassin des Cévennes jusqu’à la fermeture de l’entreprise. Elle est achetée par le parc du Val Joly, qui n’en ayant finalement pas d’utilité, en fait don à la CITEV. Sa restauration a nécessité quatre ans de travail avant sa remise en service en 1994. - 00,00 m, 52 t, vitesse maximum : 50 km/h (700 ch). - Timbre chaudière : 12 kg/cm2. - Capacité de la soute à charbon : 1,5 t. - Capacité de la soute à eau : 5 000 L (5 m3). |       |

### Locomotives diesel
| Matricule | Constructeur et date                                               | État actuel    | Origine et informations techniques | Photo |
| --------- | ------------------------------------------------------------------ | -------------- | --- | ----- |
| 902       | Schneider, 1958                                                    | Hors service   | - Histoire : Cette machine appartient à une série de six locomotives calquées sur la Série 2200 des NS construites par l’entreprise Schneider (au Creusot) pour la Société métallurgique de Normandie. Elles ont servi pour les trains de minerai. Achetée en 1995, elles assurent chaque jour, les premiers et derniers trains. - La 902, ayant quant à elle eut un problème majeur d’injection, se voit elle aussi confinée en stockage, dans le dépôt no 2 de Saint-Jean-du-Gard. - 14,01 m, 72 t (en ordre de marche), vitesse maximum : 100 km/h (900 ch). - Moteur diesel Stork-Superior 40C-LX-8.                           |       |
| 906       | Schneider, 1958                                                    | Ferraillée     | - Histoire : Cette machine appartient à une série de six locomotives calquées sur la Série 2200 des NS construites par l’entreprise Schneider (au Creusot) pour la Société métallurgique de Normandie. Elles ont servi pour les trains de minerai. Achetée en 1995, elles assurent chaque jour, les premiers et derniers trains. - La 906 a connu une grave avarie de générateur et n’est plus en état de circuler. Ferraillée en 2011 après avoir été stationnée sur une voie de garage à Saint-Jean-du-Gard. - 14,01 m, 72 t (en ordre de marche), vitesse maximum : 100 km/h (900 ch). - Moteur diesel Stork-Superior 40C-LX-8. |       |
| C 61000   | Compagnie des forges et aciéries de la marine et d’Homécourt, 1949 | Ferraillée     | - Histoire : Les C 61000 ont être livrées à la SNCF. Achetées en 1988, elle était utilisée pour la traction des trains de chantier lors des travaux d’entretien de la ligne touristique. - Elle a aujourd’hui été mise à la ferraille pour avaries diverses. - 00,00 m, 59 t (en ordre de marche), vitesse maximum : 50 km/h (500 ch). - Moteur diesel Sulzer. |       |
| BB 63812  | Brissonneau et Lotz, 1962                                          | Opérationnelle | - Histoire : Cette locomotive appartient à une série de 580 locomotives, les BB 63500 ont été construites de 1956 à 1971. La BB 63812 est préservée par le Train touristique du centre-Var. Elle a été prêtée en 2013 au Train à Vapeur des Cévennes pour remplacer le diesel tombé en panne. Elle est arrivée par camion le vendredi 7 juin 2017, pour effectuer ses premiers trains. - 14,68 m, 68 t (en ordre de marche), vitesse maximum : 90 km/h (825 ch). |       |
| V60-38    | LEW Hennigsdorf (de), 1974                                         | Hors service   | - Histoire : Locomotive industrielle de type V60D (de), provenant d'Allemagne. Arrivée à la CITEV le 8 octobre 2013. - 10,88 m, 60 t (en ordre de marche), vitesse maximum : 60 km/h (650 ch). |       |

|}

### Autorail
| Matricule             | Constructeur et date | État actuel  | Origine et informations techniques | Photo |
| --------------------- | -------------------- | ------------ | --- | ----- |
| Autorail Renault VH24 | Renault, 1933        | Opérationnel | - Histoire : Il fait partie d’un lot de quatre-vingt-onze autorails livrés en 1933, il est basé à Rambervillers dans les Vosges avant d’être garé aux ateliers CFTA de Gray. Acheté en 1979 il a été totalement restauré. À l’origine, il avait la livrée classique des autorails SNCF : caisse rouge et toit crème, après sa restauration, il a pris une livrée Chemins de fer de l’État avec une couleur bordeaux foncé. - 20,40 m, 25 t (en ordre de marche), vitesse maximum : 100 km/h (300 ch). - 67 places assises. |       |

### Voitures à voyageurs
- Voitures baladeuses : Anciens wagons fourgons de la SNCF, transformés en voitures ouvertes[5].
- Voitures postales : Anciennes voitures de tri postal légèrement transformées en grandes voitures ouvertes avec banquettes en bois[5].
- Voitures « Bastille » B10t : Voitures passagers, construites dans les années 1940 en Allemagne, elles ont un poids de 39 t et disposent de 87 places assises[5].
- Voiture d’accueil pour personnes handicapés : Elle a été conçue par la CITEV à partir d’un fourgon postal Midi. Adaptée aux personnes en fauteuil ou à mobilité réduite, elle offre le choix d’un voyage en intérieur ou en plein air[5].

### Infrastructures

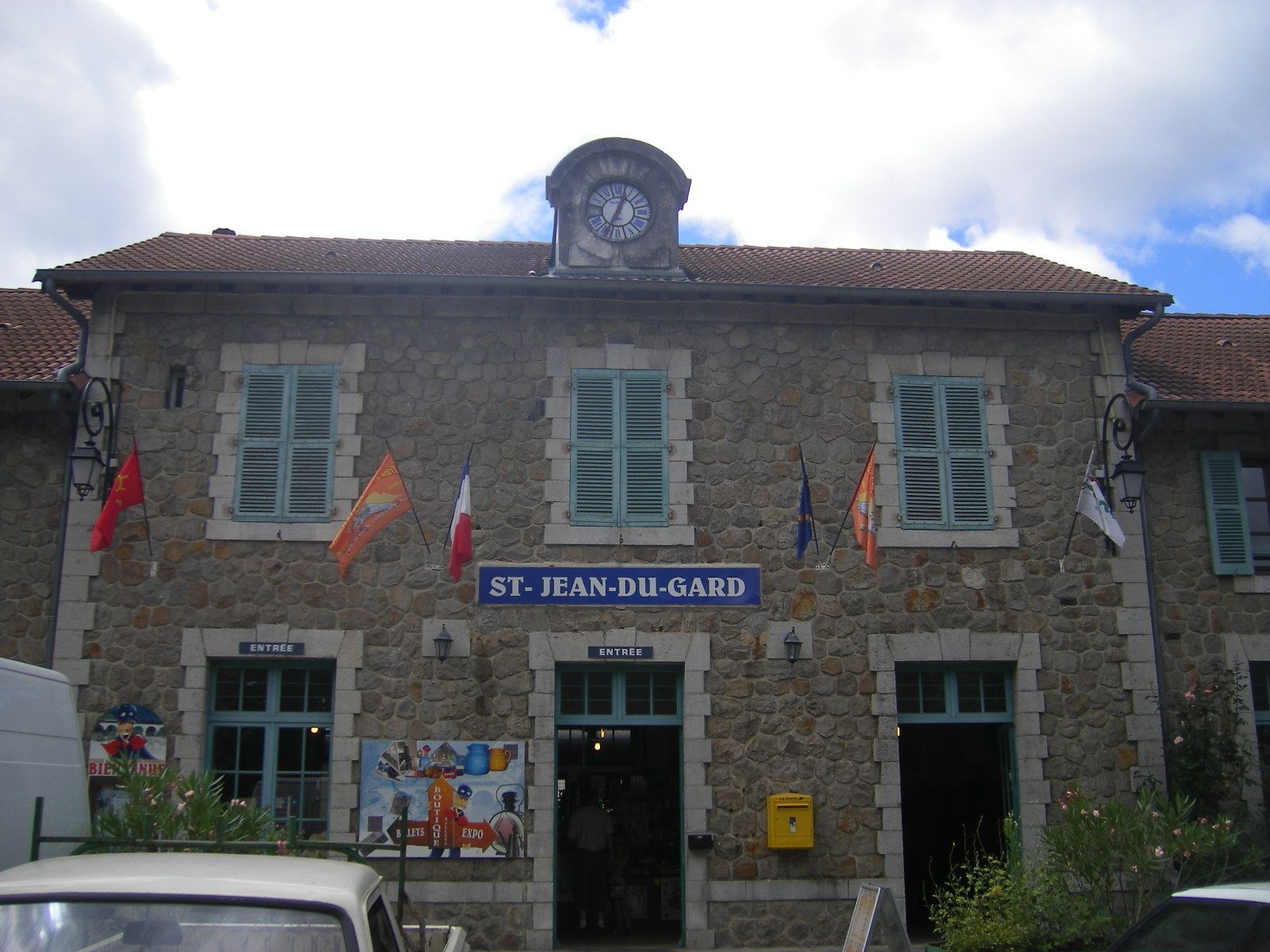
Gare de Saint-Jean-du-Gard.

#### Gares
- Gare de Saint-Jean-du-Gard altitude 189 mètres
- Gare de Thoiras
- Halte de Corbès
- Gare de Généragues, n’est plus utilisée
- Gare de Massiès, n’est plus utilisée
- Gare de la Bambouseraie en Cévennes, créée pour le train touristique
- Gare d’Anduze, altitude 139 mètres

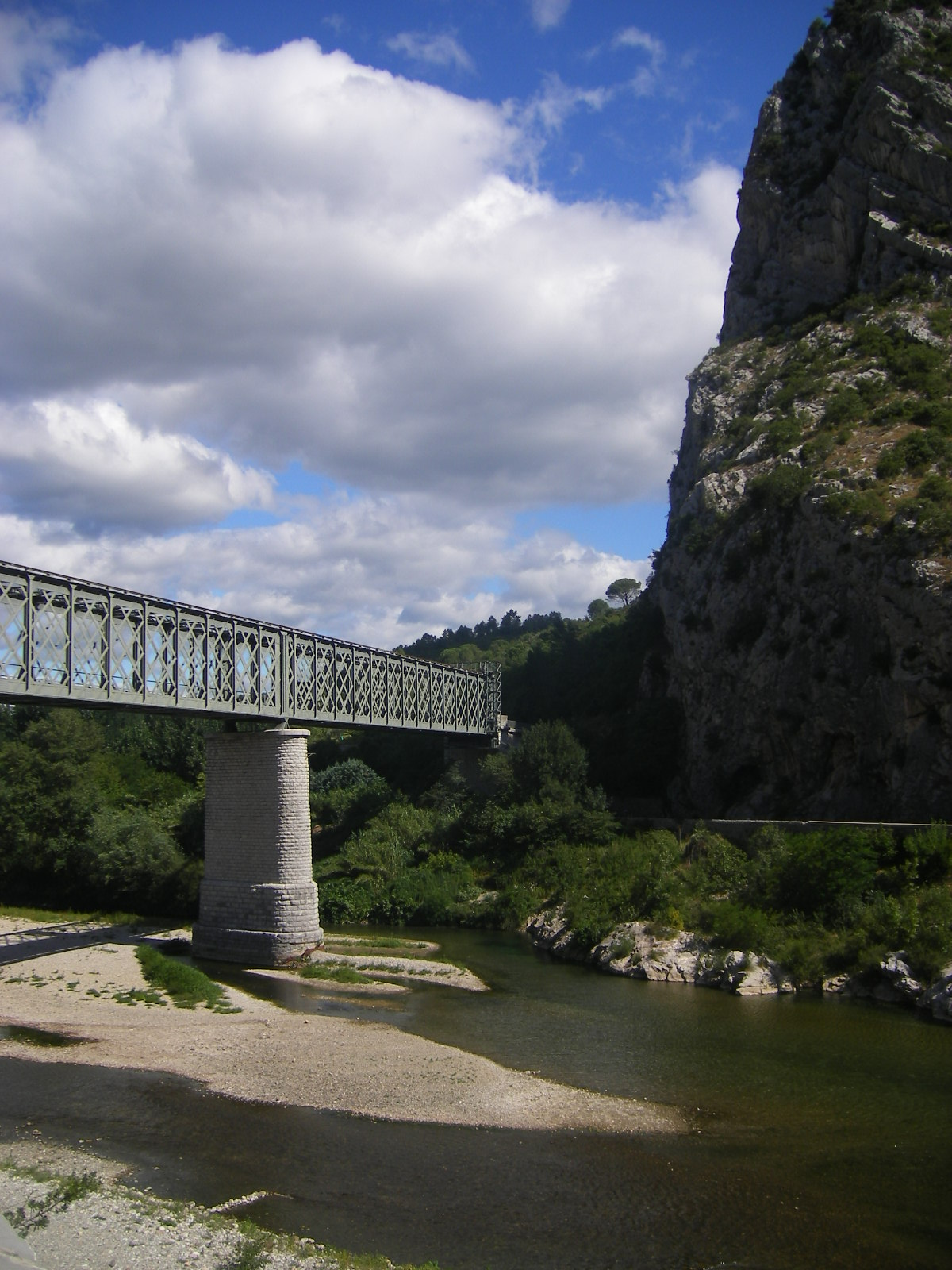
Viaduc métallique d’Anduze.

#### Ouvrages d’art
- Viaduc Boisseson, 1 arche
- Viaduc des Doucettes, 7 arches
- Tunnel de Salindrinque, longueur 157 mètres
- Viaduc de Salindrinque, 6 arches
- Viaduc de la plaine, 7 arches en courbe
- Viaduc de Corbès
- Viaduc de Mescladou, 11 arches
- Tunnel de Prafrance, longueur 114 m
- Viaduc de Daudet
- Viaduc d’Amous, 6 arches
- Viaduc des Gypière, 3 arches
- Viaduc métallique d’Anduze, longueur 108 mètres, poids 404 tonnes
- Tunnel d’Anduze, longueur 833 mètres